# فالسا نيفيا
فالسا نيفيا (الإسم العلمي:Valsa nivea) هو أحد مسببات الأمراض الفطرية النباتية التي تصيب أشجار الدردار.